# Oberwiesbach (Neumarkt-Sankt Veit)
Oberwiesbach ist ein Gemeindeteil der Gemeinde Neumarkt-Sankt Veit im oberbayerischen Landkreis Mühldorf am Inn.
Das Dorf liegt auf der Gemarkung Wiesbach am westlichen Talhang des Wiesbachs an der Kreisstraße MÜ 1. In den Amtlichen Ortsverzeichnissen wurde der Ort als Pfarrdorf geführt, obwohl St. Michael in Oberwiesbach eine Expositur der katholischen Pfarrei Egglkofen ist.
Die Filialkirche St. Michael ist ein gelistetes Baudenkmal (D-1-83-129-149). Die spätmittelalterliche Saalkirche mit eingezogenem Chor und Sattelturm an der Nordseite stammt aus der zweiten Hälfte des 15. Jahrhunderts und wurde im 18. Jahrhundert erweitert.

## Geschichte
Die Gemeinde Wiesbach, deren Gemeindeteil Oberwiesbach war, wurde zum Jahresbeginn 1972 in die Stadt Neumarkt-Sankt Veit eingemeindet.